# Křižínkov
Křižínkov är en ort i Tjeckien.   Den ligger i distriktet Okres Brno-Venkov och regionen Södra Mähren, i den sydöstra delen av landet, 160 km sydost om huvudstaden Prag. Křižínkov ligger 468 meter över havet och antalet invånare är 192.
Terrängen runt Křižínkov är platt åt sydväst, men åt nordost är den kuperad. Terrängen runt Křižínkov sluttar österut. Runt Křižínkov är det ganska tätbefolkat, med 90 invånare per kvadratkilometer. Närmaste större samhälle är Velká Bíteš, 5,2 km sydväst om Křižínkov. I omgivningarna runt Křižínkov växer i huvudsak blandskog.